# Club Deportivo San Francisco (Azogues)
El Club San Francisco de Azogues es un equipo de fútbol profesional de la ciudad de Azogues, provincia de Cañar, Ecuador. Fue fundado el 21 de septiembre de 1961. Su directiva está formada por el presidente, vicepresidente, el secretario, el tesorero y el coordinador; su presidente es Esteban Guallpa. Actualmente juega en la Segunda Categoría de Ecuador.
Está afiliado a la Asociación de Fútbol Profesional del Cañar.

## Historia
El club comienza su andar en el fútbol el 21 de septiembre de 1961 cuando se crea con el nombre de "Club Deportivo San Francisco" en la ciudad cañarense de Azogues, la capital provincial. El equipo se mantuvo por años participando en torneos de la localidad como los campeonatos barriales, hubo épocas también donde el club se mantuvo inactivo.
En el año 2016 el equipo decide entrar de manera oficial al fútbol profesional, para cumplir su sueño de participar en Segunda Categoría, para lo cual fue inscrito en la Asociación de Cañar y posteriormente en la Federación Ecuatoriana de Fútbol, así empezó su rodaje en el balompié profesional, así su partido de presentación lo realizó ante un rival de peso en el país es Barcelona Sporting Club.
Gran expectativa generó el encuentro de presentación del equipo franciscano en la ciudad, ante un importante marco de público, el partido se jugó el 15 de abril de 2016, a las 8 de la noche en el Estadio Jorge Andrade Cantos, el juego se desarrolló con normalidad, al final del primer tiempo el marcador fue favorable al equipo local por 2 : 1, para la etapa de complemento el equipo canario lo dio vuelta y el resultado final fue 2 : 3 para la visita.
La directiva formó un equipo mezclado de experiencia y juventud, bajo el comando técnico del experimentado estratega Marco Guazhambo, nombres como: Carlos Toledo o Gabriel Carranza destacan en el equipo, la cuota juvenil también tiene gran proyección como: Byron Quinteros o Joselo Álvarez.
Tras un buen rendimiento consiguió el pase a los Zonales de la Segunda Categoría 2016. Momento importante en la historia del club, es su primera clasificación para representar a la provincia de Cañar en los Zonales de la Segunda Categoría 2016. En este año también consiguió el campeonato del torneo provincial.
Al año siguiente consiguió el pase a los Zonales de la Segunda Categoría por vez consecutiva. En este año también consiguió el bicampeonato del torneo provincial.